# Prosimulium fontanum
Prosimulium fontanum är en tvåvingeart som beskrevs av John Thomas Irvine Boswell Syme och Davies 1958. Prosimulium fontanum ingår i släktet Prosimulium och familjen knott. Inga underarter finns listade i Catalogue of Life.